# Richard Maury
Richard Maury (6 novembre 1935 – 30 marzo 2020) è stato un pittore statunitense naturalizzato italiano.

## Biografia

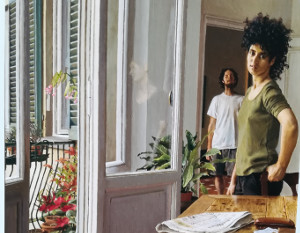
Studio d'interno con terrazza, collezione dell'Autore

È nato a Washington DC, USA, primo dei 4 figli di Thompson Brooke Maury e Priscilla Bunker. Dopo aver frequentato l’università del Maryland, la Corcoran Gallery School e la Montgomery Park College, si è perfezionato alla Art Students League a New York, NY. Nel 1960 a 24 anni decide di trasferirsi a Firenze, per studiare gli antichi maestri e frequenta l’Accademia di Belle Arti. Lì incontra Anne Eldredge, sua connazionale, pittrice naturalistica botanica, e si sposano sistemandosi definitivamente nel quartiere di San Frediano, tradizionalmente sede delle attività artistiche e artigianali della città. Prende la cittadinanza italiana nel 1994. Nonostante le iniziali difficoltà economiche derivanti dall’essere un pittore controcorrente nel suo tempo, non lascia Firenze per 60 anni, fino alla sua morte, a 84 anni. Oltre che pittore, è stato appassionato di musica e un violinista di buon livello. Anche la moglie Anne suona il violoncello e la loro casa è stato spesso occasione di serate di musica da camera con altri musicisti.
La pittura di Richard Maury si situa nella tradizione del realismo americano
.
È stato fiero oppositore di ogni pittura astratta o che non avesse la realtà come guida. I suoi soggetti sono ritratti, ambienti familiari, nature morte, paesaggi. Il suo è un lavoro certosino nel dipingere i più minuti dettagli, ma le sue pitture non cercano di rendere la realtà fotografica, piuttosto di trasmettere lo spirito delle persone ritratte o di animare paesaggi e nature morte studiandone i giochi di luce.

## Collezioni selezionate
- The Arnot museum in Elmira, NY
- The Arts Students League in New York, NY
- The Flint Institute of Arts, Flint, MI
- The Metropolitan Museum of Art in New York, NY
- New Britain Museum of American Art, New Britain, CT
- The Fogg Museum,Cambridge, MA
- Arkansas Art Center, Little Rock, AK

## Mostre Personali selezionate
- Forum Gallery, New York, NY, 2001 e 2006
- Gerold Wunderlich & Co., New York, NY, 1995, 1992, 1989, 1986

## Mostre Collettive selezionate
- New Old Masters, Naples Art Museum, Naples, FL, 2005
- Modern and Contemporary Portraits, Forum Gallery, New York NY, 2003
- Summer in San Francisco, John Pence Gallery, San Francisco, CA, 2002
- New Realism for a New Millennium, Memorial Art Gallery, Univ. of Rochester, Rochester, NY, 2002
- National Academy of Design, New York, NY, Annual Exhibition, vincitore del B.Altman Prize, 1996
- Contemporary Realism, Gerald Wunderlich & Co, New York, NY, 1994
- "Mid-Year Invitational" Butler Museum of Art, Youngstown, OH 1993

## Cataloghi di mostre
- Richard Maury : paintings from 1996-2001 ; April 26-May 25, 2001
- Richard Maury : October 26 - December 9 2006 by Richard Maury
- Richard Maury, recent paintings : April 30-May 31 1986, Wunderlich & Company
- Richard Maury, recent paintings : October 24-November 25, 1995, Gerold Wunderlich & Co.